# I. Hugó jaffai gróf
I. Hugó jaffai gróf, előtte II. Hugó, Le Puiset ura (latinul: Hugo de Puzath vagy de Puteolo, franciául: Hugues du Puiset; Franciaország, ? − Jeruzsálemi Királyság, 1118 után) frank előkelő, 1096–1106 között Le Puiset és Chartres ura régensként unokaöccse, III. Hugó mellett. A Szentföldre történő áttelepülését követően jeruzsálemi királyi vazallus, 1118 körül rövid ideig Jaffa grófja.
I. Bohemund antiochiai fejedelem 1107−1108-as, bizánciak elleni balkáni hadjáratának résztvevője. Anyai ágon II. Balduin jeruzsálemi király unokatestvére, ennek köszönheti felemelkedését a Szentföldön. Fia, II. Hugó a II. Balduin leányát, Melisenda jeruzsálemi királynőt támogató bárói felkelés vezető alakja.

## Élete
Édesapja I. Hugó, Le Puiset ura, Chartres vikomtja († 1094), édesanyja Montlhéry Aliz, Montlhéry urának leánya. Anyja egyik nővére, Melisenda I. Hugó retheli grófhoz ment feleségül, kettejük fia volt Le Bourcq-i Balduin, a későbbi jeruzsálemi király, akivel Le Puiset-i Hugó ilyenformán elsőfokú unokatestvéri rokonságban állt. Keresztnevét apja után kapta − tőle megkülönböztetendő a kicsinyítő képzős Hugotin néven is utaltak rá. Talán kilenc testvére lehetett – közülük ketten kérdőjellel szerepelnek a John La Monte történész által, Charles Cuissard és Adolphe de Dion kutatásainak felhasználásával összeállított leszármazási táblán. A majdani jaffai gróf a másodszülött fiú volt Erhard mögött, aki apjuk halála után, 1094-ben megörökölte Le Puiset és Chartres uradalmát, de két évvel később csatlakozott az első keresztes hadjárathoz. Le Puiset ekkor Cuissard szerint Erhard öccsére, II. Hugóra, míg Dion és La Monte szerint a fiára, az akkor kiskorú III. Hugóra szállt, és II. Hugó régensként kormányozta az uradalmat unokaöccse helyett. A helyi klérus és a Puiset-család között régóta feszült volt a viszony, ezen III. Erhard keresztfelvétele nem javított, de az új úrnak, II. Hugónak sikerült kiegyeznie az egyházzal. Le Puiset uralkodójaként a Capetingekkel dacolt, noha a két dinasztia közötti ellenségeskedés csak unokaöccse nagykorúvá válása és hatalomátvétele után jutott a csúcspontra.
I. Bohemund antiochiai fejedelem 1106-ban európai toborzóútra indult: keresztes országát veszélyeztetve érezte Bizánctól, ezért a Balkánon akart ellene katonai műveleteket indítani, hogy Antiochia helyett oda kényszeríthesse a bizánciak összpontosítását. Le Puiset-i Hugó Chartres-ban találkozhatott vele − I. Bohemund itt tartotta esküvőjét Konstancia francia hercegnővel. A frank főúr feleségével együtt csatlakozott az 1107−1108-as balkáni hadjárathoz, melynek egyik parancsnoka lett. Nem zárható ki, hogy vele tartott egyik öccse, a később ugyancsak fontos jeruzsálemi báróvá váló Galéran is. Orderic Vitalis kortárs krónikás arról tudósít, hogy Le Puiset-i Hugó harcolt Durazzo 1107 októberében kezdődő ostromában. I. Bohemund expedíciója vereséggel végződött, az antiochiai fejedelem megalázó feltételek mellett volt kénytelen megkötni a devoli szerződést. Orderic Vitalis szerint Le Puiset-i Hugó a kudarc után Bizáncban időzött, hogy 1109 körül innen keljen útra a Szentföldre. 1110. szeptember 28-án már bizonyosan Jeruzsálemben volt, mert tanúskodott I. Balduin jeruzsálemi királynak egy e napon kelt adománylevelénél. Türoszi Vilmos, a 12. század második felében élő krónikás szerint csak 1118-ban, unokatestvére, II. Balduin trónra lépésekor érkezett a Szentföldre; s az út során születő fiát a csecsemő gyengesége okán Apuliában hagyta II. Bohemund tarantói herceg udvarában. E kronológiát a legtöbb történész sokáig elfogadta, s csak La Monte érvelése nyomán vált elfogadottá a Türoszi-féle datálás tarthatatlansága és az 1110-es dátum helyessége. Az 1118-at egyrészt az teszi módfelett valószerűtlenné, hogy II. Bohemund 1108-ban született, tehát 1118-ban, amikor Türoszi szerint nála hagyták Le Puiset-i Hugó fiát, mindössze 10 éves volt, így nem válhatott a gyámjává. Másrészt Le Puiset-i Hugó fiáról biztosan ismert tény, hogy 1123-ban már nős volt, de az 1118-as születési dátum mellett így öt-hat évesen házasodott volna. A kronológia azonban problémamentes akkor, ha Le Puiset-i Hugó fia a balkáni hadjárat alatt jött világra, és szülei nem II. Bohemund, hanem a balkáni kudarc után Apuliába visszatérő I. Bohemund gondjaira bízták.
Ugyancsak az 1110-es jeruzsálemi királyi oklevélből tudható, hogy ekkor Aszkalon környékén voltak birtokai. Különböző történészi elméletek születtek arra vonatkozólag, mikor kapta meg a Jaffai Grófságot, a királyság egyik legjelentősebb hűbéruradalmát. La Monte szerint nem a Szentföldre kerülésekor, hanem csak 1118-ban, unokatestvére királlyá válása után. Alan V. Murray ezt annyiban pontosítja, hogy a Szentföldre jövetele táján szerezhetett birtokot I. Balduintól, de ekkor még csak királyi vazallusként, hogy majd II. Balduin alatt emelkedjék rangos báróvá. Ezzel szemben Hans E. Mayer azt feltételezi, hogy már 1115 előtt: egy 1115-ös oklevél jaffai connétable-ként hivatkozik Öreg Bariszanra, az Ibelin nemzetség alapítójára, s arra is utal, hogy Bariszan Le Puiset-i Hugó alatt szolgált − vagyis utóbbinak már ekkor Jaffa urának kellett lennie Mayer szerint. Ez esetben valamikor a Szentföldre érkezésének legkorábbi időpontja, 1108 és Öreg Bariszan említése, 1115 között vette birtokba Jaffát. Egy 1112. június 20-ára datált dokumentumon a tanúk között feltűnik egy bizonyos „Albert”, akit Mayer azzal a Namuri Alberttel azonosít, akivel Le Puiset-i Hugó özvegye összeházasodott. Ez alapján I. Hugó 1112 júniusa előtt halt volna meg. Murray azonban rámutatott arra, hogy semmilyen érv vagy bizonyíték nem szól az 1112-es oklevél Albertje és Namuri Albert egyazon személynek tekintése, és ezáltal I. Hugó 1112-es halálozási dátuma mellett.
1118 után a grófságot csak rövid ideig bírta: a krónikákból ismeretes, hogy halála után özvegye feleségül ment III. Albert namuri gróf Albert nevű fiához, de mindketten 1120 előtt meghaltak. Ez alapján I. Hugó elhunyta 1118−1119-re tehető.

### Házassága, gyermeke
Felesége Roucy Mabilla († 1120 körül) − más névváltozatokban: Mabilia, Mamilia −, II. Ebalus roucyi gróf és Hauteville Szibilla leánya volt. A házasságkötés révén I. Hugó rokonságba került a normann Hauteville-házzal, melyből Szicília és Antiochia uralkodói származtak, s mely több neves keresztes vezért adott. Egyetlen, a balkáni hadjárat alatt született fiúgyermekről tesznek említést a források:
- Hugó (1106 körül – 1134 körül), apja örököseként Jaffa grófja. Felesége Chocques-i Emma.

I. Hugó halálát követően özvegye Namuri Alberthez ment nőül, s vele együtt kormányozta Jaffát Apuliában nevelkedő fiuk helyett. Miután Roucy Mabilla és Namuri Albert is rövid időn belül elhunyt, az akkor még kiskorú Hugó a Szentföldre ment atyai örökségének átvételére.